# 薩利赫·穆罕默德·雷吉斯塔尼
薩利赫·穆罕默德·雷吉斯塔尼（波斯語：‎，Saleh Mohammad Registani，1963年—），塔吉克族，阿富汗政治、軍事人物，波斯語作家。當選第15屆阿富汗國民議會代表（2005年至2010年）。

## 經歷
薩利赫·穆罕默德·雷吉斯塔尼1963年出生於阿富汗潘傑希爾省的巴扎拉克區。他在喀布爾大學取得政治學學士學位，於1980年加入艾哈邁德·沙阿·馬蘇德的部隊，進入戰場對抗蘇聯軍隊和當時的政府，在此期間，他成為伊斯蘭運動黨監督委員會的成員。
在1990年代後期，他是塔吉克斯坦杜尚別拉巴尼政府的軍事盟友。塔利班垮台後，他被任命為駐俄羅斯莫斯科的武官，在那裡服務到 2004 年。
2005年阿富汗國民議會選舉，他被選為潘傑希爾省代表，於人民院中服務至2010年。
2021年塔利班入主喀布爾後，他加入艾哈邁德·馬蘇德的反塔利班勢力，擔任NRF的總指揮官。